# رانش (زمین‌شناسی)

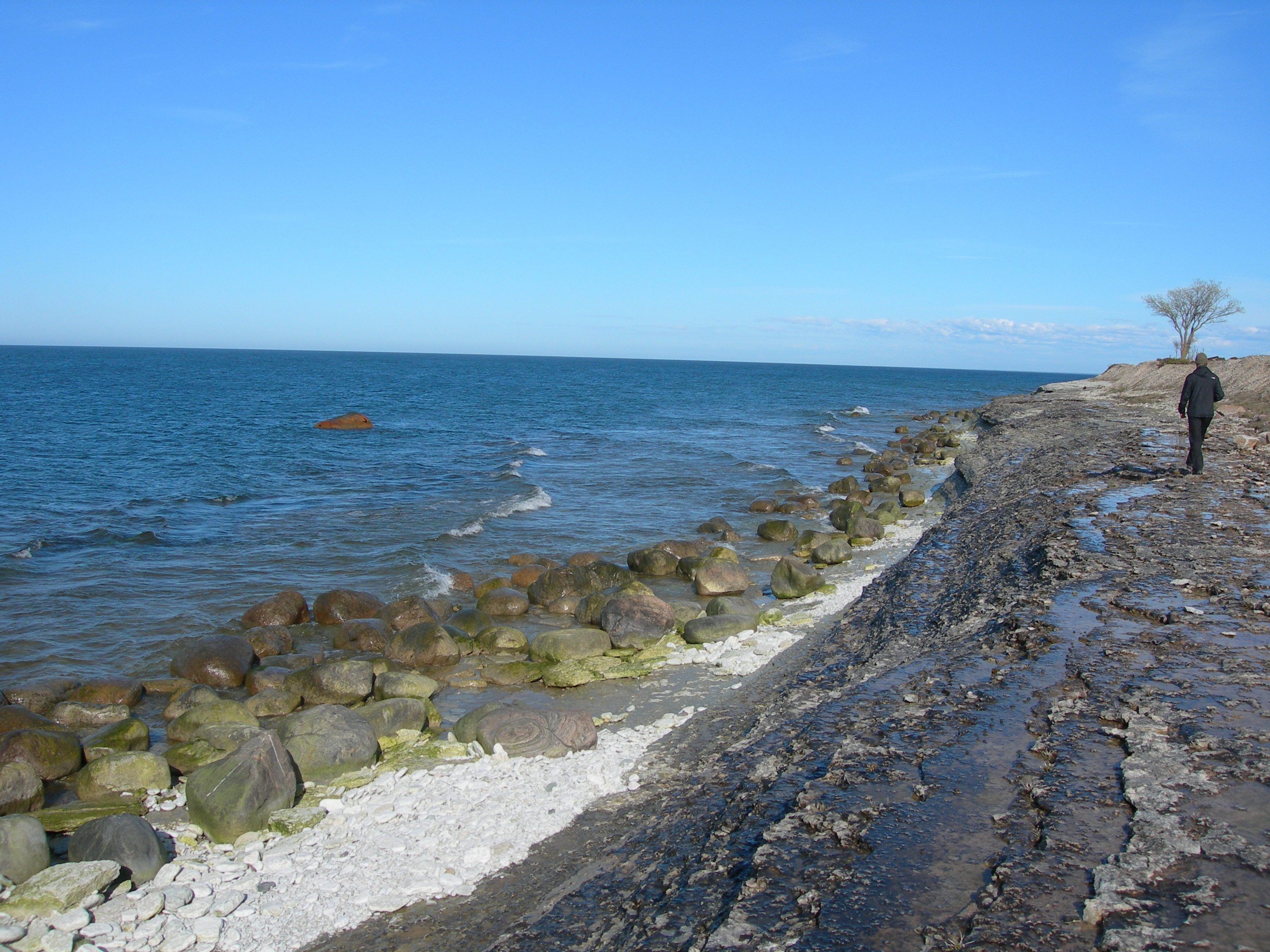
تخته‌سنگ‌های نامنظم گرد از ترکیب سنگ‌های کریستالی در کنار بانک آهکی اردویسین در امتداد خط ساحلی در شمال غربی اوسموسار، استونی.

در زمین‌شناسی، رانش (به انگلیسی: Drift) نامی برای همه نوع رسوبات (رس، سیلت، ماسه، شن، تخته‌سنگ) است که توسط یک یخچال جابجا می‌شود و مستقیماً توسط یخ یا توسط آب ذوب‌شده یخبندان رسوب می‌کند. رانش اغلب به رانش دسته‌بندی نشده و رانش لایه‌بندی نشده (یخ‌نهشته یخچالی) تقسیم می‌شود که یخ‌رفت‌ها را تشکیل می‌دهد و رانش لایه‌ای (رسوبات یخبندان و آبرفی-یخچالی) که به صورت رسوبات دسته‌بندی شده و لایه‌بندی شده به شکل دشت‌های برون‌شسته، پشته یخچالی، مارتپه، کاروه، و غیره انباشته می‌شوند. . اصطلاح رانش خاک رس، رانش مترادف کلمه یخ‌نهشت است. هر دو اصطلاح قدیمی برای کاشی‌های یخبندان با ماتریس ریزدانه هستند.
در بریتانیا، رانش همچنین به عنوان یک اصطلاح کلی برای همه بقایای سنگی سطحی، تثبیت‌نشده و رسوباتی که از یک مکان برای انباشته شدن به مکان دیگر جابجا می‌شوند و به‌طور جداگانه نقشه‌برداری می‌شوند یا از سنگ بستر زیرین متمایز می‌شوند، به کار می‌رود. در این کاربرد، رانش شامل طیف گسترده‌ای از نهشته‌ها، به عنوان مثال لس، یخبندان، نهشته‌های رودخانه‌ای، کوهرفت و غیره در سن کواترنری است. با این حال، این اصطلاح بیشتر برای توصیف رسوبات یخچالی استفاده می‌شود.